# Reálné gymnázium v Ječné
Reálné gymnázium v Ječné (První česká reálka) je bývalá střední škola v Praze 2, jejíž budova se nachází na jižní straně ulice Ječná na rohu s ulicí Ke Karlovu. Sídlí zde  Střední průmyslová škola elektrotechnická, založená roku 1949.

## Historie
„Hlavní státní škola“ v Praze vznikla v říjnu 1848 a od jejího počátku se zde poprvé vyučovaly odborné předměty v češtině. Sídlila v Panské ulici ve dvou patrech koleje piaristů a nesla jméno „Budeč“ podle přemyslovského hradiště Budeč, které údajně bylo sídlem nejstarší školy v Čechách.

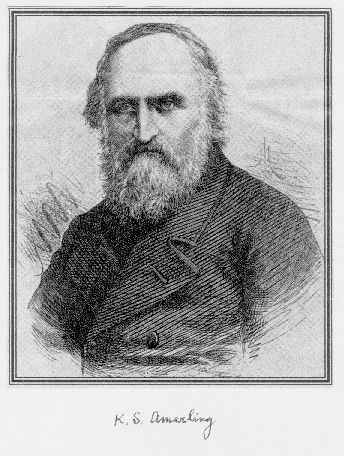
MUDr. Karel Amerling

Prvním ředitelem školy byl ustanoven MUDr. Karel Amerling. Nedlouho po založení zde začal probíhat dvouletý kurz „pro výcvik učitelů na českých školách“. Při probíhajících reformách roku 1849 ve Vídni spolu s reformou státní správy došlo i k reformě školské. V komisi sestavující novou organizační osnovu pro gymnázia a školy reálné, byl i Josef Wenzig, profesor němčiny a zeměpisu na stavovské německé reálce, budoucí ředitel moderní „První české reálky“.
Nově založená „hlavní státní škola“ byla trojtřídní a její absolventi, pokud chtěli dál postoupit, museli na školu německou. Bylo proto rozhodnuto zřídit novou státní reálku, ve které by se s počátkem školního roku 1849–50 vyučovalo česky s tím, že bude zatím zřízena pouze její první třída nižšího oddělení pro žáky vyšlé z české hlavní školy „v Budči“.

### První školní budova

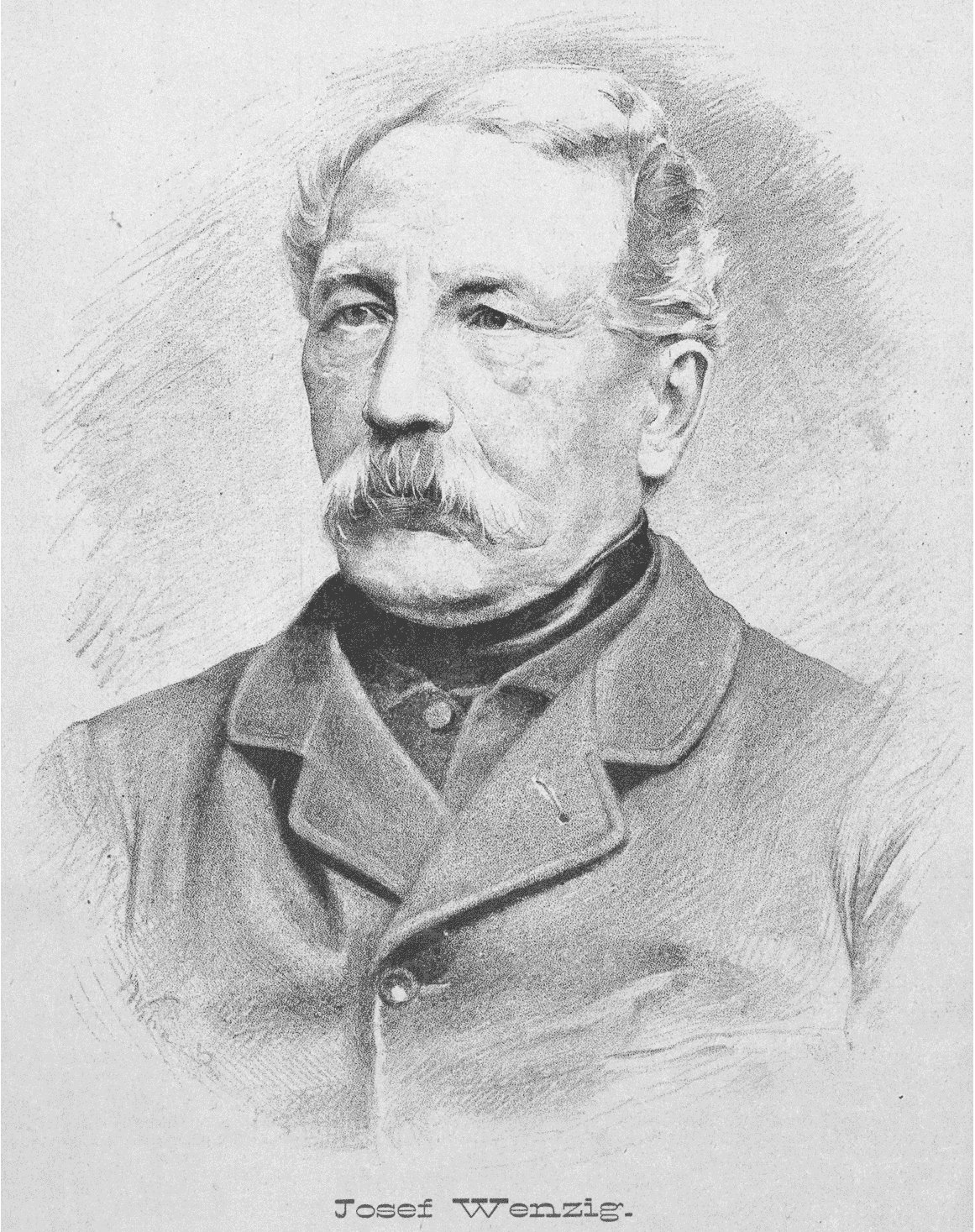
Josef Wenzig

Josef Wenzig dostal na starost najít vhodné prostory, vybavit je nábytkem, sehnat učitelský sbor a získat žáky k zápisu. Na 8. října toho roku vypsal konkurs na učitelská místa. Mezitím se mu podařilo najít vhodný prostor pro výuku v bývalém klášteře Karmelitánů při kostele svatého Havla na Starém Městě v ulici Rytířská. Zde sídlila „Jednota pro povzbuzení průmyslu českého“, která škole pronajala ve 2. patře jednu místnost pro 1. třídu nižší reálky a jednu vedlejší místnost pro ředitelnu se sborovnou.

### První školní roky
V konkurzu byli přijati učitelé Jan Krejčí, Antonín Majer, Josef Valenta a Petr Mužák. Zápis nových žáků proběhl 11.–13. října 1849 – přihlásilo se jich 48. Učitelský sbor doplnil kněz Karel Kellner. Po roce studia prospělo 31 žáků (13 s vyznamenáním), 10 neprospělo, 7 během roku odešlo.
V následujícím školním roce 1850-51 přibyla k 1. třídě nižší i druhá třída a zároveň 1. třída vyšší reálky. Do 1. třídy nižší se přihlásilo ten rok 74 žáků. Učitelský sbor se rozrostl o další učitele, byli přijati například Josef Niklas, Karel Vladislav Zap (dějepis), Václav Emanuel Horák a Jan E. Šťastný.
25. srpna 1851 bylo rozhodnuto přestěhovat školu zpět do Panské ulice ke škole Budečské, kde jí bylo přiděleno 25 místností v přízemí a dvou patrech – učebny, kreslírny, kabinety, knihovna, ředitelna a sborovna. Pro nutné stavební práce spojené se stěhováním byl začátek školního roku 1851-52 posunut na 15. října. V tom školním roce byli přijati například  Vojtěch Šafařík (chemie a fyzika) nebo Antonín Gindely.
Ve školním roce 1852–53 přibyla 3. třída vyššího oddělení a proto mohl být ústav doplněn na reálku šestitřídní. Ke studiu bylo přijato celkem 470 žáků, z toho do 1. třídy nižší 137, což vedlo k  rozdělení třídy na dvě paralelky. Z učitelů přišel na ústav Josef Erben (zeměpis).
Ve školním roce 1854–55 vyšlo nařízení, aby byla matematika počínajíc 3. třídou nižší kvůli dokonalému výcviku německé konverzace vyučována v němčině. Ryze česká reálka se tak proměnila na ústav utrakvistický. Později byly v němčině vyučovány i ostatní předměty. Bylo to v době, kdy značná část žáků přestupovala na českou reálku ze škol německých, odkud si přinesla pouze chatrnou znalost české gramatiky a pravopisu.
Na počátku roku 1857 vznikla při české reálce večerní škola průmyslová pod vedením Jana E. Purkyně. Roku 1869 byl jmenován ředitelem Jan E. Šťastný. V témže roce byly vydány stanovy pro střední školy, podle nichž nesmělo být ve třídách více než 60 žáků. Protože již v té době studovalo na škole kolem 650 žáků, ústav se musel přeorganizovat a změny se týkaly především zavedení nových paralelních tříd. V následujících letech vzrostl počet žáků až na 800. 

### Nadace
Profesoři se snažili všemožně pomáhat studentům, jejichž soukromé poměry by jim nedovolovaly studovat. Umožnili přístup pro potřebné studenty k nadání prof. Vincence Krombholze (bezplatné léčení nemocných), vznikl podpůrný fond žákovský knížete Jana Adolfa Schwarzenberga a také nadace založená roku 1859 architektem Františkem Šebkem na památku kněze Františka Schneidera. Šebek věnoval ve své závěti Schneiderovu nadání 3780 zlatých r č. nadační jistiny do správy obce pražské a úroky z toho měly finančně pomoci dvěma českým studentům reálky „schopným a pilným, při nichž by byla naděje, že z nich budou vynikající technikové“. Navíc peníze ze sbírek a darů šly na bezplatné obědy pro chudé žáky.

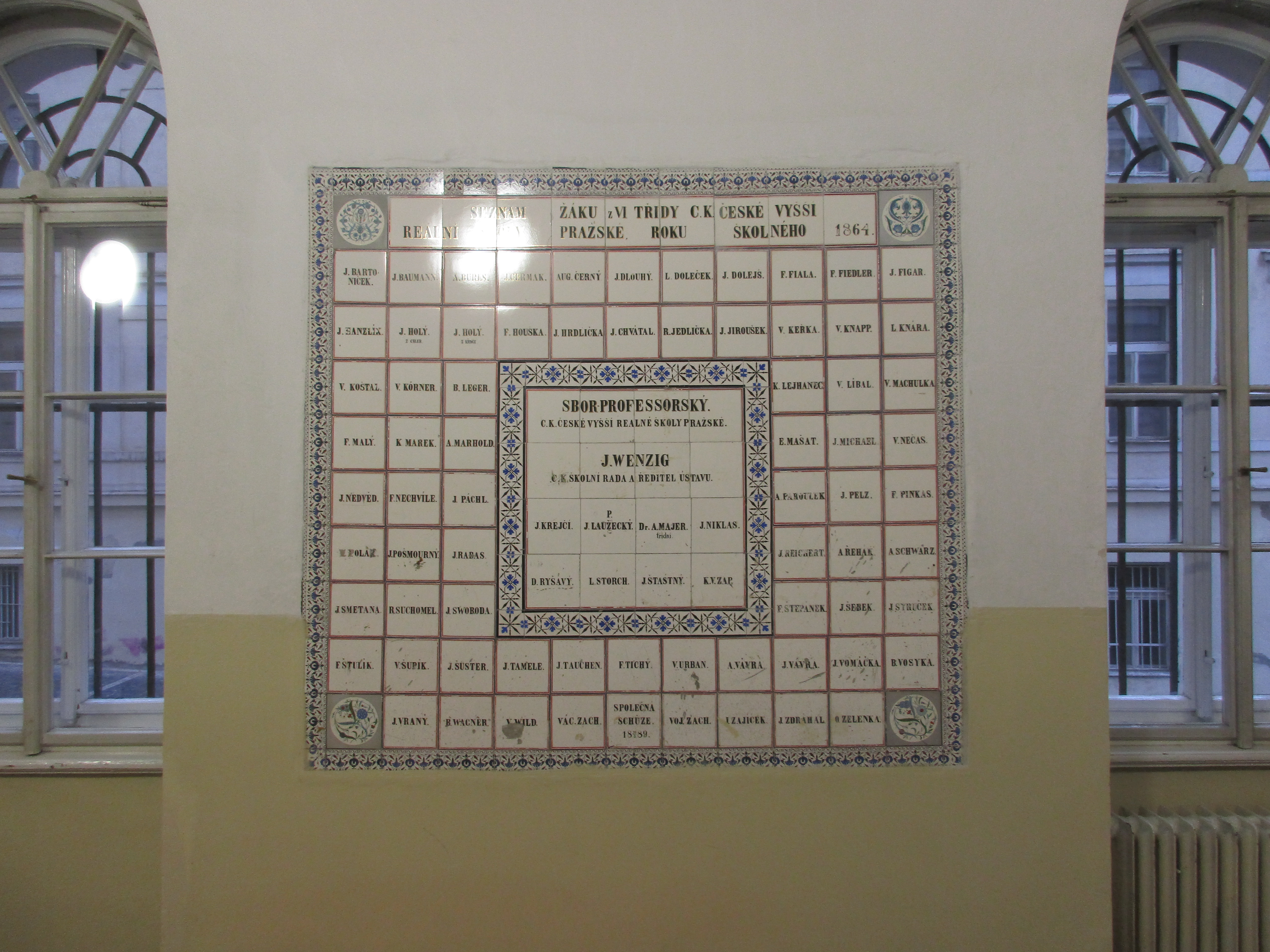
Absolventi VI. třídy (1864)

### Přesídlení do Ječné
Pro stále se rozšiřující výuku, nedostatečné prostory a nutnost oprav ve stávající budově v Panské bylo roku 1861 rozhodnuto o rekonstrukci prostor, ke které ale nedošlo.
Ve školním roce 1872–73 byla reálka rozšířena na školu sedmitřídní. Budova v Panské už neměla dostatek místa a tak najala pro paralelky několik místností v jednom domě ve Spálené ulici. Protože toto nemohlo být trvalé řešení, rozhodlo se o stavbě nové školy. Stát tuto stavbu realizoval v letech 1873–1875 a zásluhu o to měl tehdejší c.k. zemský školní inspektor Josef Webr, bývalý ředitel školy. Vhodný pozemek našel stávající ředitel Šťastný a to zahradní pozemek na nároží ulic Ječná a Ke Karlovu, který se táhl až k ulici Kateřinské. Pozemek byl koupen za 90 000 zlatých a stavba školy stála 454 000 zlatých.
Třípatrová budova nabídla 14 prostranných síní, 2 kreslírny a „rejsovny“ s kabinety, učebny fyziky a chemie, tělocvičnu s šatnou, tři místnosti školní knihovny, dvě místnosti přírodopisného kabinetu a 5 místností určených pro ředitelnu a sborovnu.
Velkou slavnostní síň roku 1888 ozdobil obraz zakladatele české reálky Jeho Veličenstva císaře a krále, jehož autorem byl bývalý žák školy Adolf Liebscher.
Roku 1895 bylo ministerským nařízením stanoveno převedení žáků bydlících na Vinohradech na tamní vinohradskou reálku, čímž se počet žáků v Ječné snížil a v následujících letech se pohyboval mezi 500–600. Do primy pak nesmělo být přijato více než 100 žáků. Ve školním roce 1911-12 se v šestnácti třídách učilo na 700 žáků, poté jejich stav klesal.

### Roky 1914 – 1939
V prvním válečném roce nastoupili vojenskou službu ze 6. třídy čtyři žáci a ze 7. třídy osm žáků, poté, co předčasně složili zkoušku dospělosti. Tři z nich ve válce padli, čtyři se vrátili jako důstojníci-legionáři. V dalších letech bylo povoláno přes 50 žáků, mnozí z 5. a 6. třídy, a také 10 profesorů a 5 asistentů a kandidátů. Z nich se nevrátil pouze učitel tělocviku a jednatel mykologické české botanické společnosti Alois Šimek – padl na začátku války. V letech 1915-1919 byla ve škole umístěna část 1. české reálky z Královských Vinohrad, z jejíž budovy se z rozhodnutí školského úřadu stala c. k. reservní nemocnice. Počet vyučovacích hodin se zredukoval a učilo se na etapy.
Po skončení války byly na škole ve třetím patře zřízeny dvě francouzské pobočky a třídy reálné se tak změnily na třídy reálně gymnasijní. Později zde bylo umístěno také anglické spolkové gymnázium a Ústav italské kultury. Od roku 1920 počet žáků výrazně klesl – v sedmi třídách jich bylo pouze 191.
Do výročního roku 1928 prošlo gymnáziem 12 830 žáků.

### Roky 1939 – 1953
Po obsazení Československa Německem dal nacistický zemský školní inspektor jednoho učitele k dispozici Pracovnímu úřadu a dalšího poslal do Německa na nucené práce. Na nucené práce byli posláni i studenti narození roku 1924, které ministr školství Moravec „daroval Hitlerovi“. Od školního roku 1943-44 profesoři chodili nuceně pracovat do továren. Pro podezření z ilegální činnosti (pomoc nepříteli Říše) byla jedna učitelka zatčena a odsouzena k trestu smrti, který ale nebyl vykonán.
Školní tělocvičnu zabralo říšské vojsko. To v říjnu 1944 zabralo v Resslově ulici celou budovu Jiráskova gymnázia, kterému pak poskytla reálka v Ječné dočasný azyl. Jiráskovo gymnázium zde zůstalo až do 10. října 1946, kdy se vrátilo do své opravené školy.
Nálet na Prahu 14. února 1945 způsobil budově gymnázia velké škody. Jedna bomba spadla do ohrady v ulici U Karlova (Ke Karlovu) a druhá do zahrady školy. Všechna okna v západním křídle byla rozbita, vyvráceny byly dveře, okenní rámy a skříně v učebnách. Střepina prorazila komín a byl zničen celý ředitelský byt. Stropy byly otlučeny a potlučena i krytina budovy. Na střechu školy spadlo 16 zápalných bomb. V budově nebylo možné učit a i když studenti vyklidili sklo a trosky, chodili si pouze pro úlohy.
Během války byl jeden bývalý student popraven v Mnichově, jeden student ubit a jeden zastřelen na hlídce, jeden student zemřel po náletu na Prahu a jeden padl v květnu na barikádách.
Začátkem roku 1946 byl ředitel školy Čeněk penzionován a nahradil jej dosazený prozatímní správce. Přestože byl dekretem prezidenta republiky z 31. března 1947 jmenován na škole ředitelem zemský inspektor Jaroslav Mareš, školu dál vedl správce, po 25. únoru 1948 již jako ředitel. Prostory v budově získala Střední průmyslová škola elektrotechnická, jejíž studenti zde poprvé maturovali roku 1953. K tomu roku bylo studium na gymnáziu ukončeno.

## Názvy školy
Škola během svého působení změnila adresu (z ulice Panská do ulice Ječná) a také oficiální název. Původní čp. 26 v Ječné bylo přečíslováno na čp. 30.
- Státní česká reálka v Praze II., Ječná ul. 26
- Masarykovo reálné gymnasium, Praha II., Ječná ul. 26 (od 7. března 1930)

## Učitelé a absolventi
Ředitelé
- Josef Wenzig – 1849–1864
- Josef Webr – 1865–1869
- Jan Evangelista Šťastný – 1869–1895
- Vincenc Jarolímek – 1895–1904
- Václav Starý – 1904–1913
- Josef Gregor – 1913–1929
- Jan Čeněk – 1930–1945
- Miloš Materna – od 1946 (prozatímní správce)

Učitelé
Jan Krejčí (od 1849), Antonín Majer (od 1849), Petr Mužák (od 1849), Josef Valenta (od 1849), Josef Niklas (od 1850), Karel Vladislav Zap (od 1850), Václav Emanuel Horák (od 1850), Jan Evangelista Šťastný (od 1850, Vojtěch Šafařík (od 1851), Antonín Gindely (od 1851), Josef Erben (od 1852), Adolf Heyduk (1858-1860), Ladislav Josef Čelakovský (1860-1865), Josef Emler (1862-1863), Jan Gebauer (1871-1880), Antonín Los (1883), Vilém Kurz starší (1884), Jan Kušta (1894-1900), Vincenc Jarolímek (1895-1904), , Jaroslav Vlček (1885-1908), Alois Strnad, Jan Jakubec (1890-1891), Antonín Sucharda (1891-1900), Václav Flajšhans (1892), Jaroslav Bidlo (1894-1895), Emil Smetánka (1897-1899), Josef Vítězslav Šimák (1898-1900), Emanuel Rádl (1902-1919), Václav Ertl (1904-1918), Jiří Horák (1906-1910), Josef Páta (1910-1911), Karel Chotek (1910-1921), Bedřich Šalamon (1910-1925), Stanislav Nikolau, Jarmil Krecar, Eugen Wiškovský (1937-1946), Jaroslav Kohout.
Absolventi
Josef Kalousek (1852), Adolf Heyduk (1854), Josef Svátek, Josef Šolín (1860), Kristian Petrlík (1861), Alfred Slavík (1863), Jiří Bittner (dokončil jinde), Karel Liebscher (1869), Jan Klecanda (1871), Adolf Liebscher, Josef Fanta (1873), Rudolf Kříženecký (1878), Antonín Turek (1880), Arthur Scheiner (1881), František Xaver Svoboda (1881), Ferdinand Engelmüller (1882), Josef Petřík (1884), Josef Jedlička (1886), Vojtěch Preissig (1892), Jaroslav Syřiště (1896), Jaroslav Kolman Cassius (1902), František Kadeřávek (1903), Vojtěch Jarník (1915), Jan Hráský, Leopold Grimm, Gustav Červinka, Václav Řehořovský, Vladimír Brdlík, Emil Král.